# Peperomia tetragona
Espèce
Peperomia tetragona est une espèce de plantes de la famille des Piperacées originaire d'Amérique du Sud.